# Termes Széchenyi

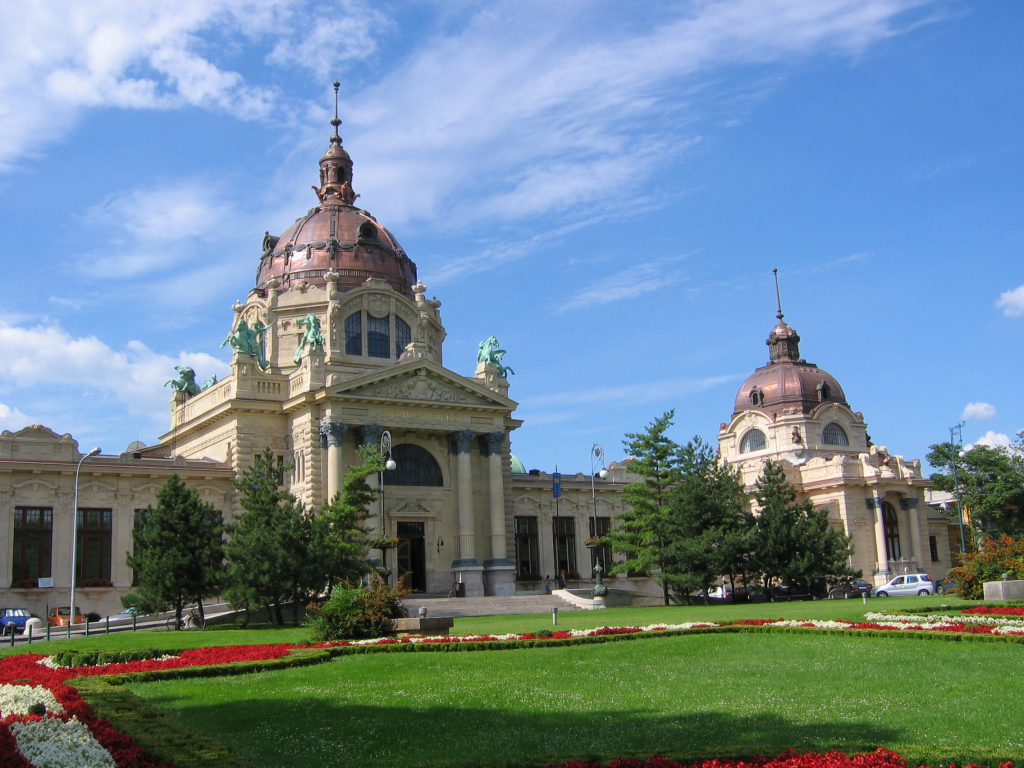
termes Széchenyi

Les termes Széchenyi (en hongarès: Széchenyi-gyógyfürdő) que hi ha a Budapest, Hongria, i són les més grans d'Europa. El complex termal, d'una bellesa innegable, va ser construït l'any 1913 segons el projecte de l'arquitecte hongarès Győző Czigler. El complex es compon de banys medicinals, piscines i un hospital de dia. Hi ha piscines tant a l'interior com a l'exterior. A l'exterior, trobem tres piscines i a l'interior, quinze. També hi ha dues saunes, una d'humida i una de seca. S'ofereix, a més, serveis de massatge. L'estil arquitectònic és el neobarroc. A la ciutat de les termes, s'hi pot visitar, també, altres termes com els Banys Gellért, les Király, les Rudas, o les Lukács. A tall de curiositat, les termes Széchenyi són coneguts perquè es juga a escacs a dins de la piscina.
El nom de les termes recorda a István Széchenyi, un dels estadistes més importants de la història hongaresa. Les termes Széchenyi són enmig del Parc de la Ciutat (en hongarès: Városliget). S'hi pot arribar amb transport públic amb la línia groga M1 del metro de Budapest.

## Història

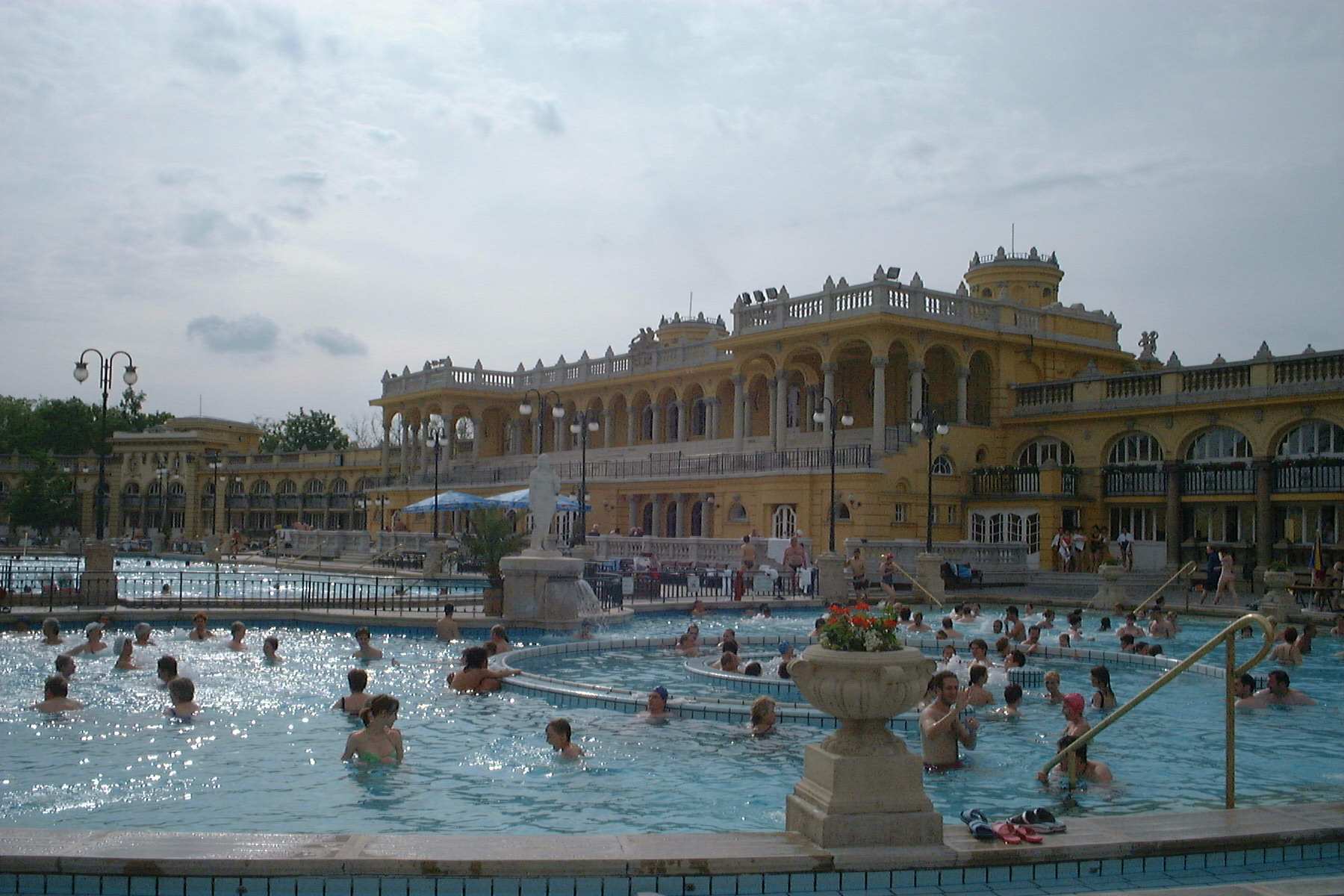
Piscines exteriors

La construcció de l'edifici es va iniciar el 1909 i l'any 1913, les termes Széchenyi ja van obrir les portes. Aquell any, 200.000 persones van visitar el balneari i sis anys més tard, la xifra es va quadruplicar. Es calcula que l'obra va costar, en total, 3,9 milions de corones austrohongareses. En aquella època, hi havia banys privats i seccions de banys de vapor que separaven els homes de les dones. El complex va ser ampliat l'any 1927, moment en el qual es va haver de perforar un altre pou perquè el pou artesià inicial no podia satisfer la necessitat d'aigua diària. L'any 1938, es va trobar una altra font termal. L'any 1999 es va començar la renovació de les termes Szécheny, que va durar gairebé deu anys.

## Característiques de l'aigua
L'aigua prové de dues fonts termals amb temperatures de 74 °C i 77 °C, respectivament. La temperatura de l'aigua oscil·la entre els 28 °C, la més freda, i els 40 °C, la més calenta. L'aigua conté diversos components químics com el calci, el magnesi, l'hidrogencarbonat, el clorur, el sulfat, el fluorur, entre d'altres. La composició química de l'aigua té propietats terapèutiques que són recomanables per a l'artritis, el dolor a les articulacions o per a tractaments de recuperació ortopèdics i traumatològics.

## Imatges

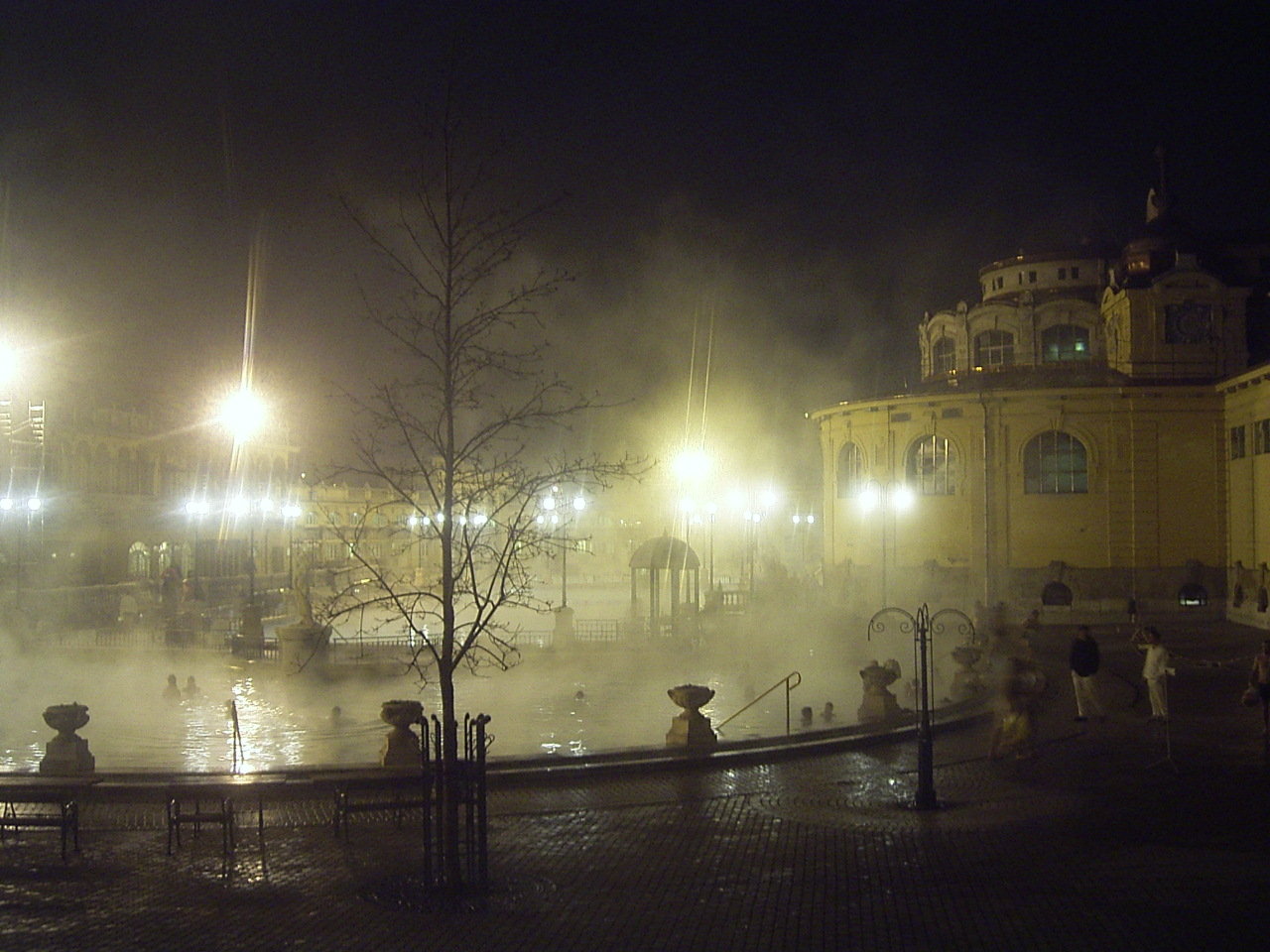
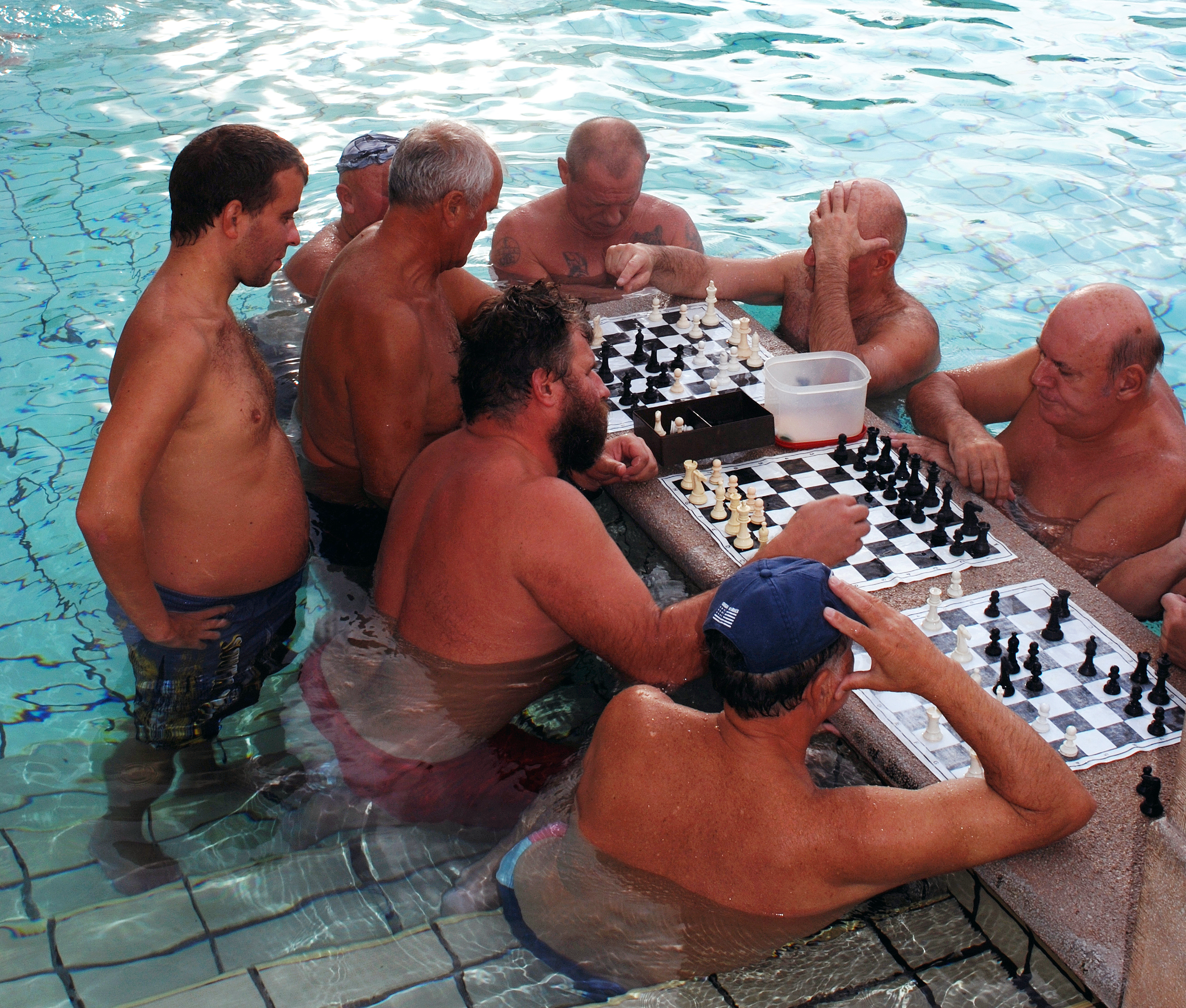
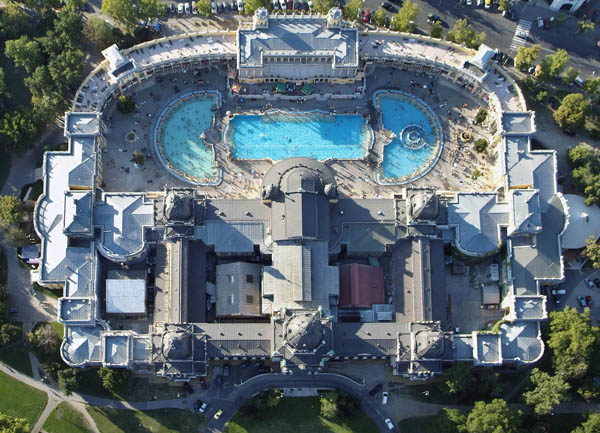
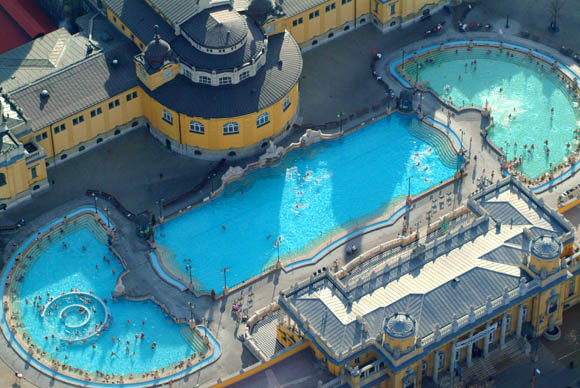
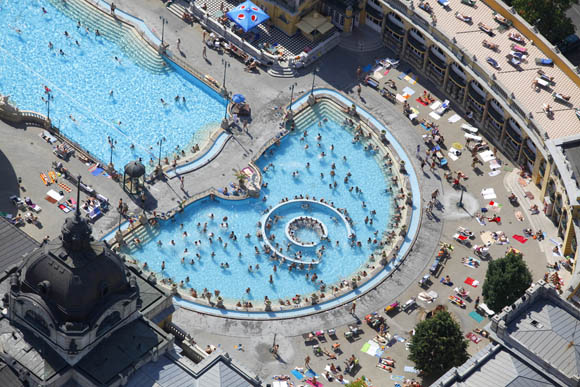
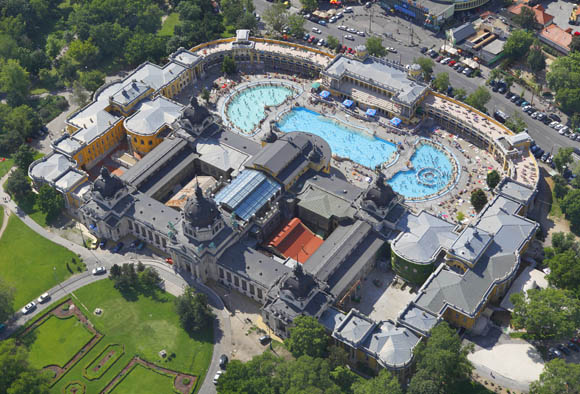
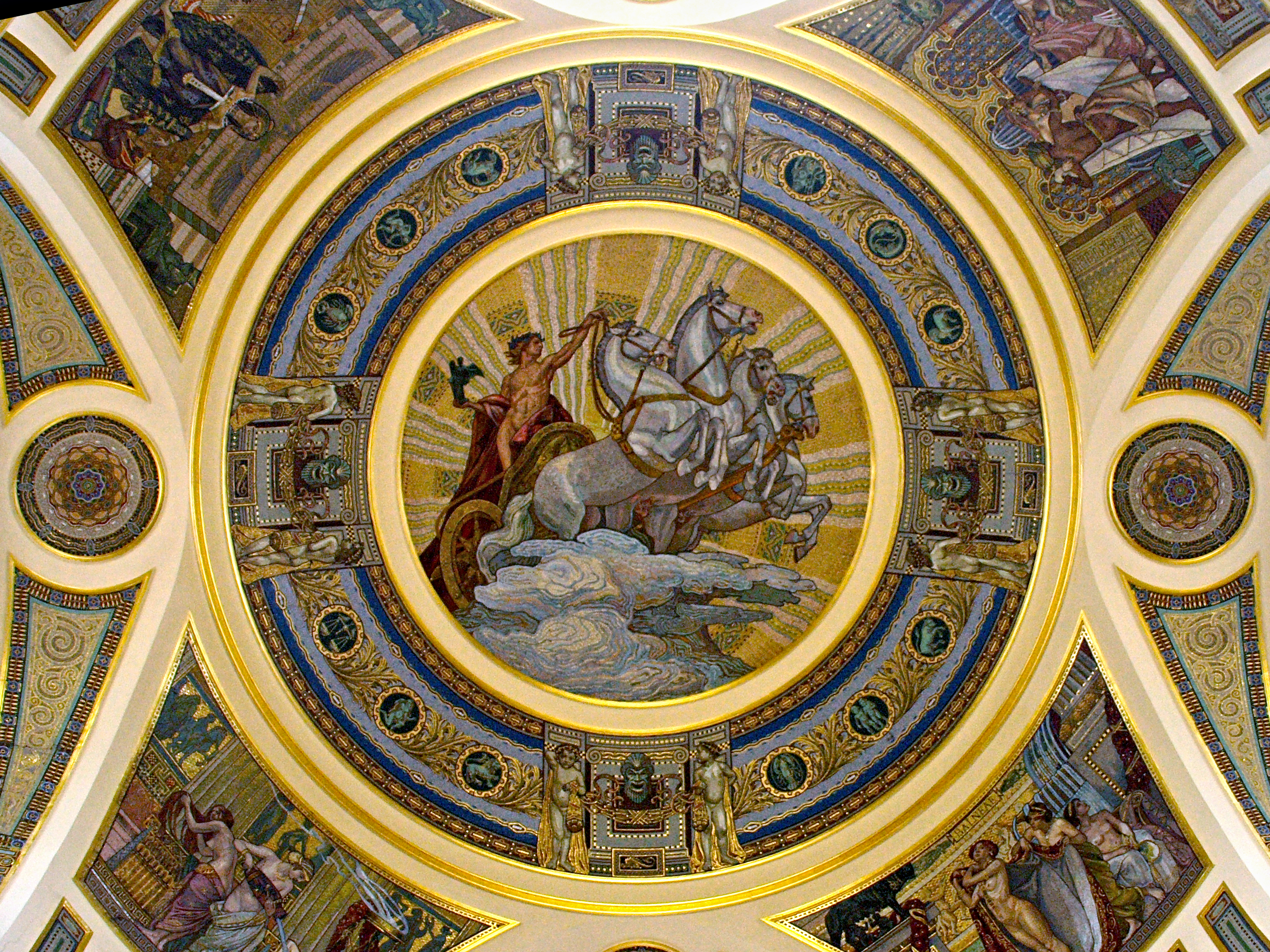
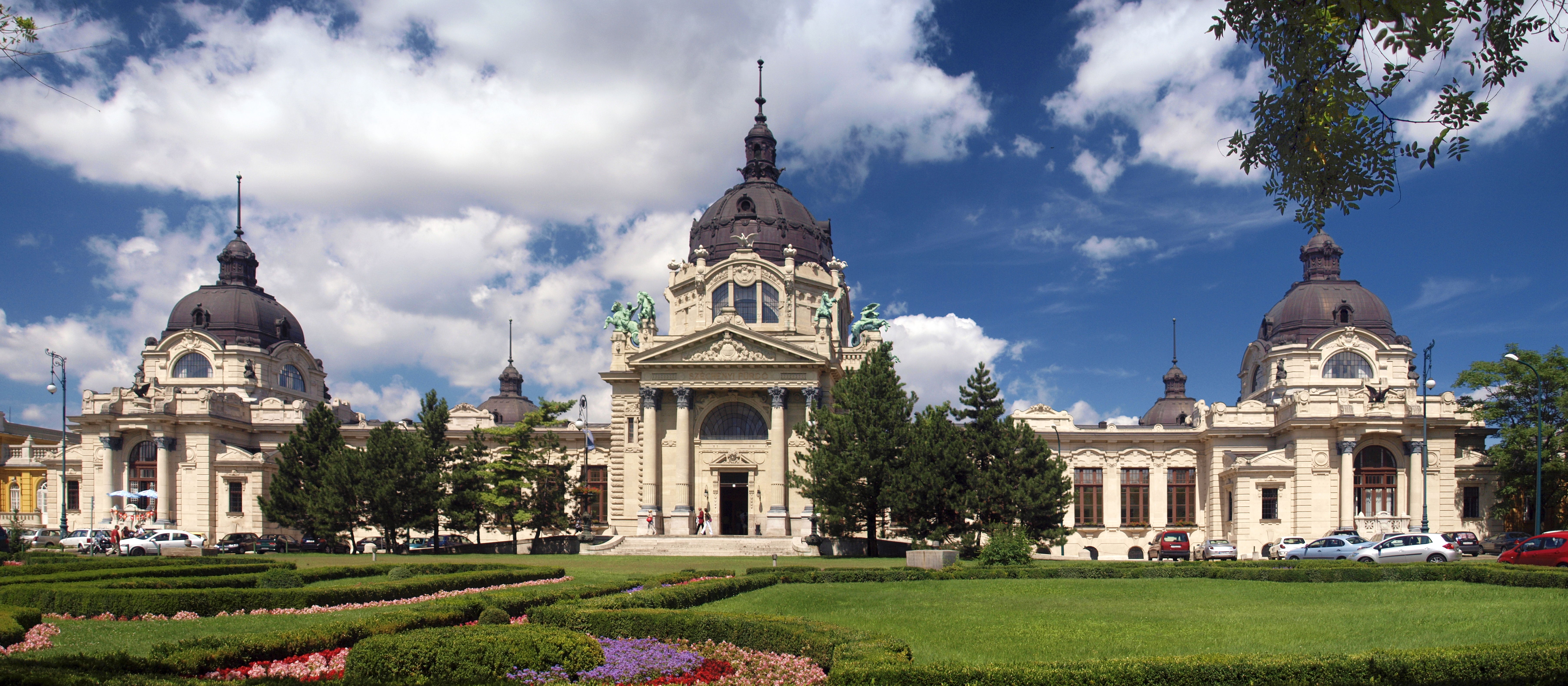